# No Regrets (Dope)
No Regrets è il quinto album in studio della band statunitense Dope, pubblicato il 10 marzo 2009.

## Tracce
1. Flat Line – 0:37
2. 6-6-Sick – 2:48
3. Addiction (feat. Zakk Wylde) – 2:43
4. No Regrets – 3:30
5. My Funeral – 3:25
6. We Are – 3:26
7. Dirty World – 3:00
8. Interlude – 0:08
9. Violence – 2:51
10. Best For Me – 3:21
11. Bloodless – 0:10
12. Scorn – 3:04
13. Rebel Yell – 4:05
14. I Don't Give a **** – 2:41
15. Die, Bom, Bang, Burn, F*** – 8:27
16. Nothing For Me Here – 3:02